# Освея (смт)
Осве́я (біл. Асвея) — селище міського типу в Вітебській області Білорусі, у Верхньодвінському району.
Населення селища становить 3,0 тис. осіб (2006).
| Білорусь | Це незавершена стаття з географії Білорусі. Ви можете допомогти проєкту, виправивши або дописавши її. |